# Scogli Tetevisgnach
Gli scogli Tetevisgnach o Tativisgnach (in croato: Tetovišnjak) sono un gruppo di sette isolotti della Croazia, situati al largo di fronte alla costa dalmata, a est di Sebenico; fanno parte dell'arcipelago di Sebenico. Amministrativamente appartengono al comune di Stretto, nella regione di Sebenico e Tenin

## Geografia
Gli isolotti si trovano a sud di Morter e a nord-ovest di Cacan. L'isolotto maggiore dista circa 3,4 km dalla punta settentrionale di Cacan e 7,15 km da punta Rat (rt Rat), la punta meridionale di Morter, detta anche punta di Morter:
- Ladro Grande[7] (Tetovišnjak Veliki) è l'isolotto maggiore; ha una forma arrotondata, una superficie di 0,348 km²[8] e uno sviluppo costiero di 2,15 km[8]. Il monte Ladro Grande[9] (Tetovišnjak) ha un'altezza di 71,9 m[1] 43°43′30″N 15°35′39″E.
- Ladro Piccolo[10] (Tetovišnjak Mali), si trova 330 m[1] circa a sud-est del precedente; ha una superficie di 0,073 km²[8], uno sviluppo costiero di 1,21 km[8] e un'altezza di 30 m[1]; ha la forma di una goccia con la punta rivolta e sud-est 43°43′10″N 15°36′07″E.
- Scoglio Cablin[3][4] o secca Dusaz[5] (hrid Kablinac), circa 170 m a sud-est di Tetevisgnach piccolo, ha un'area di 913 m²[6] 43°42′56″N 15°36′29″E.
- Ciaulin[11], Ciablin[3], Ciavelin[5] o Giablin[4] (Čavlin), isolotto leggermente triangolare, situato 1 km a nord-ovest di Tetevisgnach grande; ha una superficie di 0,102 km²[8], uno sviluppo costiero di 1,25 km[8] e un'altezza di 33 m[1] 43°44′08″N 15°34′52″E.
- Secca Ciaulin (plićak Čavlin), 1 miglio a nord-ovest di Ciaulin, è segnalata da un piccolo faro[12] 43°44′27″N 15°33′27.48″E.
- Cerigo[3][4][13] o Cerigulz[5] (Čerigul), piccolo isolotto rotondo con una superficie di 0,016 km²[8], uno sviluppo costiero di 0,45 km[8] e un'altezza di 7 m[1], situato circa 1 km[1] a nord-est di Tetevisgnach grande e a nord-ovest di Plani (a 240 m[1]) 43°43′39″N 15°36′39″E.
- Plana[14], Plani[3][4] o Dusaz[5] (Dužac), piccolo isolotto di forma allungata, misura 650 m di lunghezza e ha una superficie di 0,065 km²[8], uno sviluppo costiero di 1,42 km[8] e un'altezza di 13,5 m[1] 43°43′28″N 15°36′58″E.

### Cartografia
- (HR) Mappa topografica della Croazia 1:25000, su preglednik.arkod.hr. URL consultato il 21 gennaio 2017.
- G. Giani, Carta prospettiva delle Comuni censuarie della Dalmazia, foglio 6, 1839. Fondo Miscellanea cartografica catastale, Archivio di Stato di Trieste.
- Carta di cabottaggio del mare Adriatico, foglio VII, Milano, Istituto geografico militare, 1822-1824. URL consultato il 22 dicembre 2016 (archiviato dall'url originale il 13 aprile 2013).